# Districte de Cuamba
El districte de Cuamba és un districte de Moçambic, situat a la província de Niassa. Té una superfície de 5.121 kilòmetres quadrats. En 2007 comptava amb una població de 184.773 habitants. Limita al nord amb el districte de Metarica, a l'oest amb els districtes de Mandimba i Mecanhelas, al Sud amb els districtes de Gurué i Milange de la província de Zambézia i a l'est amb el districte de Malema de la província de Nampula.

## Divisió administrativa
El districte està dividit en dos postos administrativos Etatara i Lúrio), compostos per les següents localitats:
- Posto Administrativo d'Etarara:
  - Etarara, e
  - Malapa
- Posto Administrativo de Lúrio:
  - Lúrio,
  - Mitucue, e
  - Muitetere